# Qitao (sockenhuvudort i Kina, Jiangsu Sheng, lat 34,17, long 119,85)
Qitao är en sockenhuvudort i Kina. Den ligger i provinsen Jiangsu, i den östra delen av landet, omkring 250 kilometer nordost om provinshuvudstaden Nanjing. Antalet invånare är 19 886. Befolkningen består av 9 433 kvinnor och 10 453 män. Barn under 15 år utgör 21,0 %, vuxna 15-64 år 66 %, och äldre över 65 år 12,0 %.
Runt Qitao är det tätbefolkat, med 636 invånare per kvadratkilometer. Närmaste större samhälle är Dongkan, 18,6 km söder om Qitao. Trakten runt Qitao består till största delen av jordbruksmark.
Genomsnittlig årsnederbörd är 1 055 millimeter. Den regnigaste månaden är juli, med i genomsnitt 294 mm nederbörd, och den torraste är januari, med 14 mm nederbörd.